# 梅溪路
梅溪路位于河南省南阳市中心城区，是一条南北方向的商业步行街。北起八一路步行街，南至七一路，全长约1公里。

## 位置与历史
位于南阳市中心城区，自北向南依次跨越人民路、文化宫街、中州路、七一路，其中人民路口到中州路口为步行街。路两旁种有法桐。

## 重要性
是南阳市最重要的商业步行街，时装店鳞次栉比，成为年轻人购物娱乐约会休闲的最佳去处。

## 沿街的重要单位
- 南阳电影城
- 南阳眼科医院
- 梅溪商厦